# Municipio de Cass (condado de Ohio)
El municipio de Cass (en inglés: Cass Township) es un municipio ubicado en el condado de Ohio en el estado estadounidense de Indiana. En el año 2010 tenía una población de 714 habitantes y una densidad poblacional de 14,87 personas por km².

## Geografía
El municipio de Cass se encuentra ubicado en las coordenadas 38°55′45″N 84°59′34″O / 38.92917, -84.99278. Según la Oficina del Censo de los Estados Unidos, el municipio tiene una superficie total de 48.02 km², de la cual 48,02 km² corresponden a tierra firme y (0 %) 0 km² es agua.

## Demografía
Según el censo de 2010, había 714 personas residiendo en el municipio de Cass. La densidad de población era de 14,87 hab./km². De los 714 habitantes, el municipio de Cass estaba compuesto por el 98,74 % blancos, el 0,14 % eran amerindios, el 0,42 % eran asiáticos y el 0,7 % eran de una mezcla de razas. Del total de la población el 0,56 % eran hispanos o latinos de cualquier raza.